# Le Lot n°249
Le Lot n°249 (« Lot No. 249 » en version originale) est une nouvelle d'Arthur Conan Doyle parue pour la première fois dans la revue Harper's Monthly Magazine en septembre 1892 avant d'être reprise dans le recueil Sous la lampe rouge (Round the Red Lamp) en 1894.
La nouvelle a été traduite en français et publiée en décembre 1898 en deux épisodes dans l'hebdomadaire La Lecture n°63 et n°64 sous le titre Le Lot n°249, puis a connu une nouvelle traduction au début des années 1920 sous le titre Une momie qui ressuscite. La nouvelle a ultérieurement été traduite par Pierre Vigneaux pour l'édition intégrale des œuvres d'Arthur Conan Doyle éditée par Robert Laffont, sous le titre Le Lot n°249. Les éditions Actes Sud ont également publié en 2005 la nouvelle dans une réédition du recueil Sous la lampe rouge sous le titre Le Lot 249 selon une traduction de Christine Le Bœuf.

## Résumé
La nouvelle est racontée par un narrateur externe omniscient. L'action se déroule au printemps 1884 sur le campus de l'université d'Oxford. Abercrombie Smith, Edward Bellingham et William Monkhouse Lee résidents tous les trois dans une tour d'angle d'Old College. Smith et Lee sont étudiants en médecine, Bellingham en langues orientales.
Smith s'est récemment installé dans son appartement. Un ami à lui, Jephro Hastie, vient lui rendre visite et le met en garde contre Edward Bellingham, qu'il décrit comme un étudiant à l'esprit malfaisant qu'il ne faut pas fréquenter.
Le soir-même, Smith entend un cri dans l'appartement de Bellingham en-dessous du sien. Lee et Smith entrent chez Belligham qu'ils trouvent évanoui. Smith remarque que l'appartement de Bellingham est rempli d'objets orientaux, dont une grande momie partiellement retirée de son sarcophage sur lequel se trouve l'inscription archéologique « Lot n°249 ». Une fois revenu à lui, Bellingham ne donne pas d'explication sur son évanouissement. Cette première rencontre, malgré son étrangeté, constitue le point de départ d'une relation amicale entre Smith et Bellingham malgré l'avertissement de Hastie.
Smith constate néanmoins dans les semaines suivantes que Bellingham se comporte étrangement : il l'entend souvent chuchoter dans son appartement. Un jour, alors que Bellingham vient rendre visite à Smith, ce dernier entend du bruit en provenance de l'appartement de Bellingham : ce dernier prétexte qu'il s'agit d'un chien et quitte Smith immédiatement pour s'enfermer chez lui. Smith soupçonne son camarade de cacher une femme dans son appartement.
Le soir-même, Smith apprend qu'un étudiant du nom de Norton a failli être étranglé sur le parc du campus par un homme qu'il n'a pas pu voir de face mais qui possédait des bras maigres et robustes comme des barres de fer et des mains aux ongles anormalement longs. Smith est troublé car Bellingham et Norton étaient des ennemis notoires.
Smith assiste dix jours plus tard à une violente dispute entre Lee et Bellingham. Lee quitte son appartement de la tour d'Old College pour s'installer dans un cottage au bord du lac du campus d'Oxford. Lee conseille à Smith de s'éloigner lui aussi de Bellingham sans pouvoir en dire plus à cause d'une promesse de silence qu'il a faite à Bellingham.
Le lendemain, Lee est retrouvé noyé dans le lac du campus. Smith et son ami Hastie parviennent à réanimer leur camarade qui leur explique avoir été poussé dans l'eau sans avoir aperçu son agresseur. Smith pense néanmoins avoir la réponse : l'agresseur serait la momie de Bellingham dont ce dernier serait parvenu à prendre le contrôle. Smith est en effet persuadé d'avoir constaté que la momie était absente de son sarcophage au moment de l'agression de Lee, et qu'elle y était revenue peu de temps après.
Smith se dispute peu après avec Bellingham et lui laisse entendre qu'il a compris son secret. Bellingham l'accuse d'être devenu fou. Le lendemain, Smith part rendre visite au Dr Peterson, un ami de son frère vivant à deux kilomètres du campus. Sur le chemin, il découvre qu'il est suivi par une grande silhouette sombre qui lui court après. Smith se précipite chez Peterson et referme la porte sur lui juste à temps. Il expose l'ensemble de ses doutes à Peterson qui lui suggère que l'ensemble de ces événements n'est autre qu'une suite de coïncidences.
Se sentant en danger, Smith achète un revolver et se rend chez Bellingham. Sous la menace de son arme, il oblige Bellingham à détruire la momie et à en jeter les restes au feu. Smith jette lui-même dans la cheminée de Bellingham, malgré les véhémentes protestations de ce dernier, un papyrus qu'il soupçonne de contenir des instructions pour ramener les momies à la vie. Par la suite, Bellingham quitte l'université et s'enfuit au Soudan. La nouvelle se clôt sans que l'on sache de manière certaine si Smith a correctement interprété le secret de Bellingham ou s'il s'agit d'un cas de paranoïa.

## Adaptations

### Films
En 1967, la nouvelle est adaptée par la BBC et constitue le premier épisode d'une série intitulée Arthur Conan Doyle. Ce téléfilm est de nos jours considéré comme perdu.
La nouvelle est adaptée sur un format d'environ 30 minutes dans le film à épisodes Darkside : Les Contes de la nuit noire (1990). L'intrigue est ici modifiée pour se dérouler à l'époque moderne. Dans cette adaptation de type slasher movie, plusieurs personnages sont tués contrairement aux faits narrés dans la nouvelle d'origine.
La nouvelle est adaptée par Mark Gatiss sous forme de moyen-métrage (30 minutes environ) diffusé le 24 décembre 2023 sur la chaîne britannique BBC Two,. Cette adaptation présente notamment une fin différente de la nouvelle d'origine et fait intervenir un personnage dont certains indices laissent comprendre qu'il s'agit de Sherlock Holmes,.

### Bande dessinée
Certains éléments de l'intrigue (nom des personnages, lieux) sont repris dans la bande dessinée intitulée L'Aliéné - Le journal d'Abercrombie Smith (éditions Albin Michel, 2007) réalisée par Stéphane Betbeder (scénario) et Jean-François Solmon (dessin).